# Nordenfjeldske Kunstindustrimuseum

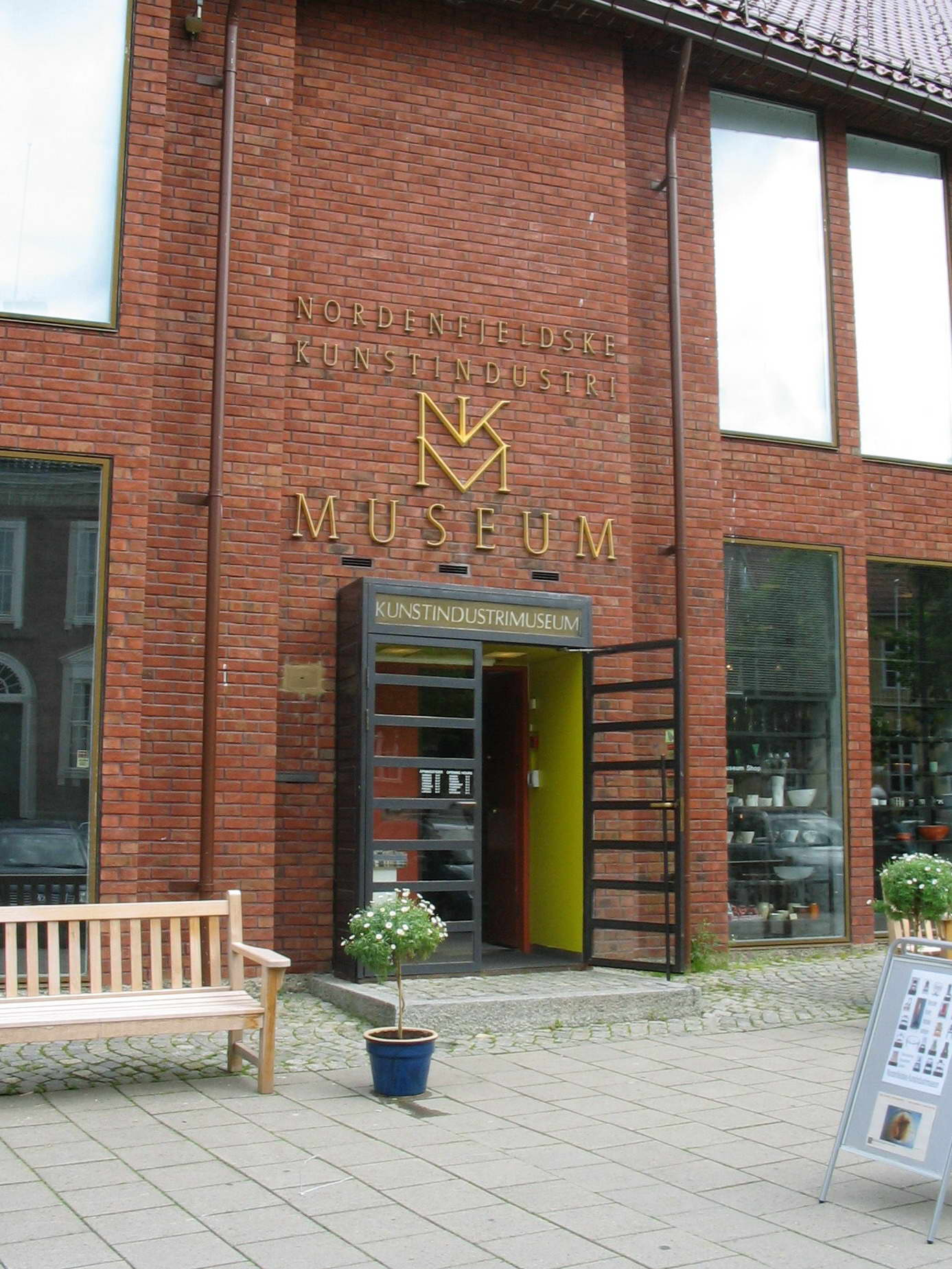
Ingången till museet.

Nordenfjeldske Kunstindustrimuseum är ett museum i Trondheim, som grundades 1893. Det ligger i en byggnad på Munkegaten från 1968, som ritades av Herman Krag Arkitektkontor. 
Museet har samlingar av äldre och nyare konsthantverk. På det nedre våningsplanet finns de stilhistoriska samlingarna med bland annat silverarbeten från Trøndelag från 1600- och 1700-talen och norska glasföremål från 1700-talet. Den belgiske arkitekten Henry van de Velde ritade 1907 en museiinteriör som idag utgör kärnan i en omfattande samling av jugendföremål. Den moderna samlingen omfattar bland annat skandinavisk formgivning från perioden 1950–1965, en smyckessamling samt fler än 20 bonader av Hannah Ryggen.
Nordenfjeldske Kunstindustrimuseum har ett nationellt ansvar for att samla, förvalta och förmedla kunskap om konsthantverk och formgivning. 
Museet har ansvar över Stiftsgården, som är Trondheims gamla kungaresidens, för Austråttborgen och för Hannah Ryggen-senteret i Ørland Kultursenter i Brekstad i Ørland.